# Macropygia rufipennis
La tórtola cuco de Andamán (Macropygia rufipennis) es una especie de ave columbiforme de la familia Columbidae endémica de las islas Andamán y Nicobar.

## Distribución geográfica y hábitat
Se encuentra únicamente en las selvas tropicales de las islas Andamán y Nicobar, pertenecientes a la India.

## Estado de conservación
Se encuentra amenazada por la pérdida de su hábitat natural.

## Subespecies
Se reconocen las siguientes subespecies:
- M. r. andamanica Abdulali, 1967 - islas Andamán;
- M. r. rufipennis Blyth, 1846 - islas Nicobar.